# Colletia paradoxa
Colletia paradoxa là một loài thực vật có hoa trong họ Táo. Loài này được (Spreng.) Escal. mô tả khoa học đầu tiên năm 1946.

## Hình ảnh

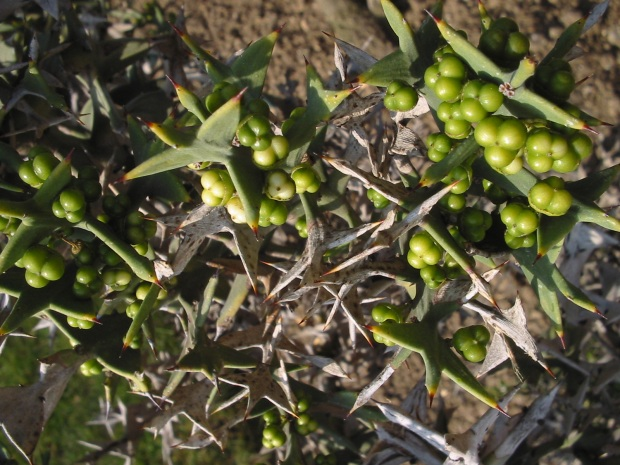
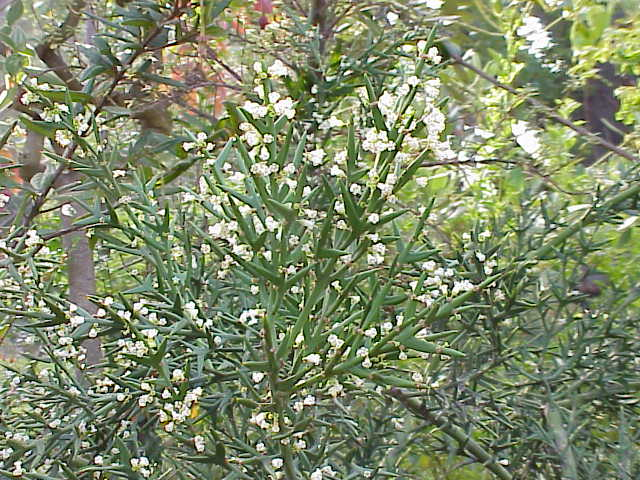
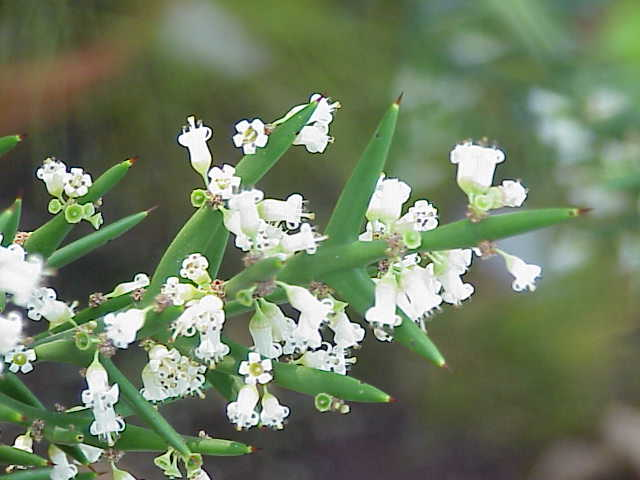
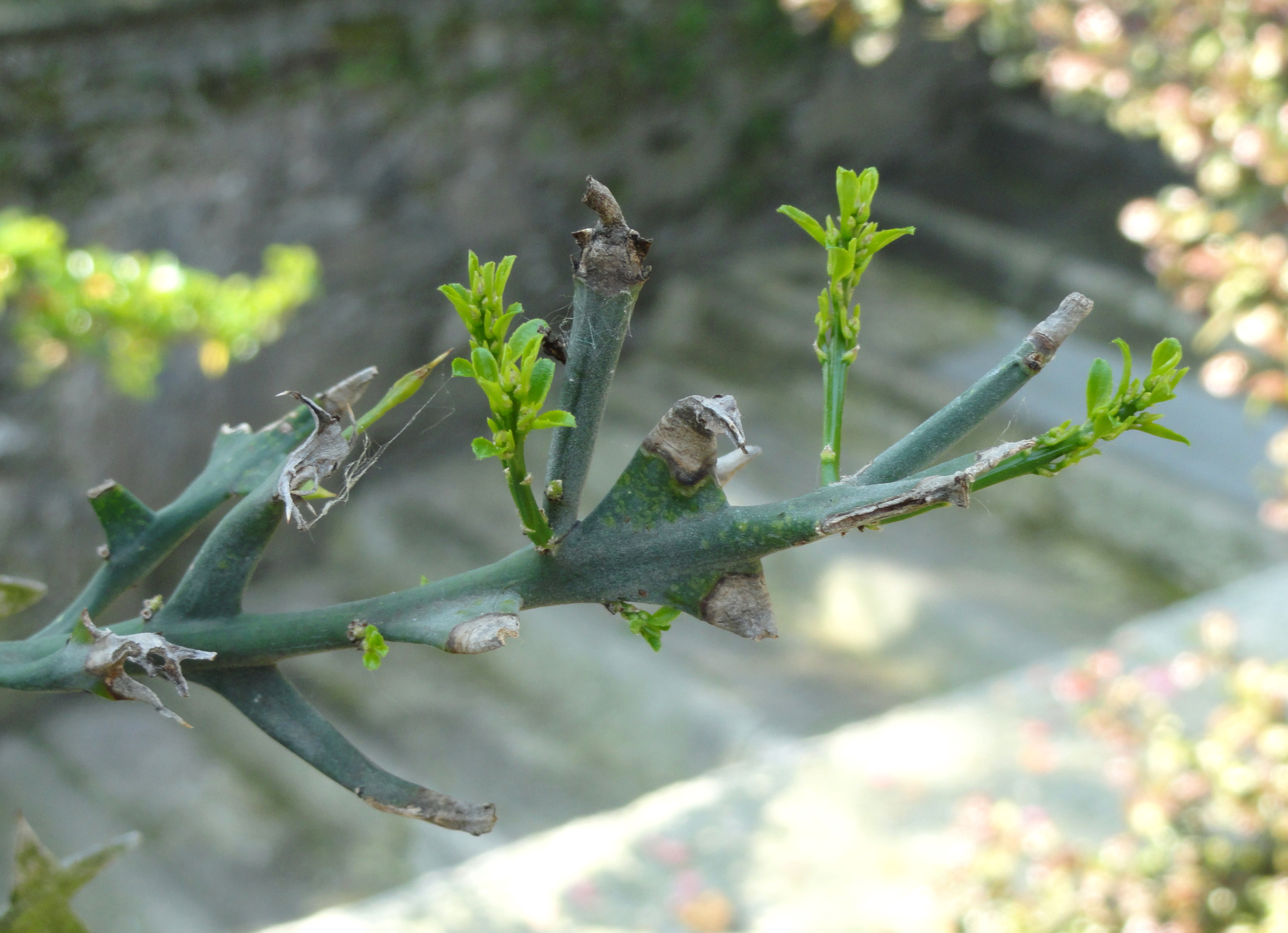